# Sân bay Beloyarsk
Sân bay Beloyarsk (IATA: EYK, ICAO: USHQ) là một sân bay ở Beloyarsky, Khu tự trị Khanty-Mansi, Nga.

## Hãng hàng không và điểm đến
| Hãng hàng không | Các điểm đến                                                          |
| --------------- | --------------------------------------------------------------------- |
| Gazpromavia     | Moskva–Vnukovo                                                        |
| RusLine         | Yekaterinburg                                                         |
| S7 Airlines     | Novosibirsk                                                           |
| Utair           | Khanty-Mansiysk, Nyagan, Sovetsky, Surgut, Tyumen, Ufa, Yekaterinburg |
| Yamal Airlines  | Tyumen                                                                |

## Thống kê
Nguồn: